# Andrei Fediaev
Andrei Valerevitch Fediaev (em russo:  Андрей Валерьевич Федяев; 26 de fevereiro de 1981) é um cosmonauta da Roscosmos.

## Carreira

### Cosmonauta
Em 2010 Fediaev solicitou sua entrada no corpo de cosmonautas, sem sucesso. Em 2012 ele participou de sua seleção e no dia 8 de outubro, foi aceito.
Treinou como suplente da Expedição 68 e como tripulante da Expedição 69. Foi suplente da Anna Kikina na SpaceX Crew-5. Voa na SpaceX Crew-6, sendo o segundo cosmonauta a voar na Dragon.